# Općina Žakanje
Žakanje ist eine Gemeinde in der Gespanschaft Karlovac.
Zur Gemeinde gehören die Dörfer Breznik Žakanjski, Brihovo, Bubnjaraćki Brod, Bubnjarci, Donji Bukovac Žakanjski, Ertič, Gornji Bukovac Žakanjski, Jadrići, Jugovac, Jurovo, Jurovski Brod, Kohanjac, Mala Paka, Mišinci, Mošanci, Pravutina, Sela Žakanjska, Sračak, Stankovci, Velika Paka, und Zaluka Lipnička und Žakanje.
Auf einem Hügel über dem Dorf stand im 17. Jahrhundert das Schloss Simunec, genannt Simunvrh. Petar Zrinski schenkte es im Jahr 1651 dem Baron Gaspar Colaric. Im Laufe der Jahrhunderte wechselte es vielfach den Besitzer unter den herrschaftlichen Adelsfamilien. Letzter nachweislicher Inhaber war die Familie Vuk, Nachkommen der Familie des Vuk Krsto Frankopan und der Dichterin Ana Katarina Frankopan-Zrinski.
Žakanje ist der Geburtsort des Komponisten Božidar Širola. Auch der Vater Josip Tomašić des Ban Nikola Tomašić lebte als Gutsbesitzer in Zakanje.